# Compus de douăzeci de tetrahemihexaedre
În geometrie compusul de douăzeci de tetrahemihexaedre este un compus poliedric uniform realizat dintr-un  aranjament simetric de 20 de tetrahemihexaedre. Este chiral, cu simetrie icosaedrică (I).
Are indicele de compus uniform UC19.
John Skilling notează, în enumerarea sa a compușilor uniformi de poliedre uniforme, că acest compus de 20 de tetrahemihexaedre este unic prin faptul că nu poate fi obținut prin „adăugarea de simetrie la un grup în care poliedrul de bază este uniform”. Fiecare tetrahemihexaedru din acest compus este încorporat cu grupul de simetrie C3, care nu acționează tranzitiv pe cele șase vârfuri ale tetrahemihexaedrului. Totuși, compusul în ansamblu este uniform deoarece câte două tetrahemihexaedre coincid în fiecare vârf.

## Poliedre înrudite
Acest compus are în comun aranjamentul laturilor cu marele dirombicosidodecaedru, marele dirombidodecaedru disnub și compusul de 20 de octaedre.
Laturile și 20 de fețe triunghiulare apar într-un enantiomer al marelui dodecicosidodecaedru snub, celelalte 60 de fețe triunghiulare apar în celălalt enantiomer.
| Anvelopa convexă (rombicosidodecaedru neuniform) | Marele dodecicosidodecaedru snub | Marele dirombicosidodecaedru            |
| Marele dirombidodecaedru disnub                  | Compus de douăzeci de octaedre   | Compus de douăzeci de tetrahemihexaedre |